# Ефаг D.III
Ефаг D.III је аустроугарски ловачки авион који је производила фирма Ефаг. Први лет авиона је извршен 1917. године. 

Највећа брзина авиона при хоризонталном лету је износила 188 km/h.
Распон крила авиона је био 9,00 метара, а дужина трупа 7,37 метара. Празан авион је имао масу од 690 килограма. Нормална полетна маса износила је око 964 килограма.

## Наоружање
| Наоружање авиона: Ефаг         |             |
| Ватрено (стрељачко) наоружање  |             |
| Топ                            |             |
| Митраљез                       |             |
| Број и ознака митраљеза        | 2 Шварцлозе |
| Калибар                        | 8           |
| Бомбардерско наоружање (бомбе) |             |
| Ракетно наоружање (ракете)     |             |